# 73 (число)
73 (седемдесет и три) е естествено, цяло число, следващо 72 и предхождащо 74.
Седемдесет и три с арабски цифри се записва „73“, а с римски цифри – „LXXIII“. Числото 73 е съставено от две цифри от позиционните бройни системи – 7 (седем) и 3 (три).

## Общи сведения
- 73 е нечетно число.
- 73 е 21-то просто число.
- 73 е 21-то просто число, неговото огледално отражение - 37 - е 12-то просто число, а 12 е огледалното отражение на 21 и 21 е прозиведението на числата 7 и 3, съставящи числото 73.
- 73 в двоичната бройна система изглежда като 1001001, което е палиндром.
- 73 е пермутационно просто число.
- 73 е атомният номер на елемента тантал.
- 73-тият ден от обикновена година е 14 март.

## В други области
- 73 година преди новата ера
- 73 година след новата ера
- 73 е любимото число на Шелдън Купър от Теория за Големия взрив